# 韓美牛肉談判

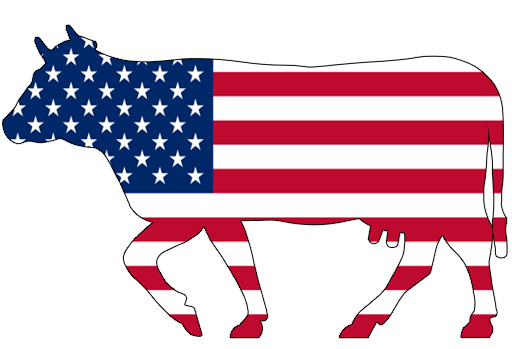

韓美牛肉談判指2008年4月舉行的韓美牛肉談判協議，恢復自2003年12月美國爆發牛海綿狀腦病（瘋牛病）後多次禁止和恢復的牛肉進口。指出談判後隨即公佈的內容以及2008年5月5日公佈的協議並未反映公眾輿論以及對畜牧場受損和瘋牛病風險的擔憂，引發各界爭議。隨著各種媒體和專家提出問題，爭議擴大。之後，國會和廣播中進行了各種報導和討論，但公眾對重新談判的要求仍在繼續。政府於2008年6月26日在官方公報上發布通知，恢復進口美國牛肉。